# Massimo Fagioli
Massimo Fagioli (né le 19 mai 1931 à Monte Giberto et mort le 13 février 2017 à Rome) est un psychiatre et psychothérapeute italien. Il est connu pour sa Théorie de la naissance humaine (Teoria della nascita umana). Dans le cadre d'une explication générale de la physiologie de la naissance et de la pensée humaines, l'objectif de cette théorie est d'identifier les origines et les causes de la maladie mentale et de proposer une méthode de diagnostic et de traitement.
Fagioli est aussi connu pour la dite Analyse collective (Analisi collettiva), une forme innovante de thérapie de groupe. Elle a été pratiquée de 1975 à décembre 2016. La revue scientifique Il sogno della farfalla s’inspire de la théorie et de la pratique de Fagioli.

## Biographie
Pendant la Seconde Guerre mondiale Fagioli participe, aux côtés de son père qui était médecin sur les champs de bataille, à la résistance italienne en tant que "staffetta" (messager). Après avoir terminé ses études de médecine et de chirurgie à Rome en 1956, il se spécialise en neuropsychiatrie à Modène. Il meurt le 13 février 2017 à Rome.

### Des premières expériences hospitalières aux œuvres théoriques
En 1957, il travaille à l'hôpital psychiatrique de Venise. Déçu par la méthode qui y est pratiquée, exclusivement organique et issue de l’ancienne psychiatrie du XIXe siècle, il part à Padoue en 1960. Là, il travaille avec Ferdinando Barison, l'un des psychiatres les plus connus de son temps. En abattant les murs du service, il montre une approche novatrice dans la relation avec ses patients. En 1963, il s'installe au sanatorium Bellevue de Kreutzlingen en Suisse, dirigé à cette époque par Ludwig Binswanger, père de la daseinsanalyse.
En 1972, il publie Instinct de mort et connaissance (Istinto di morte e conoscenza). Ce livre, dont des copies dactylographiées ont commencé à circuler à la fin de 1970, se présente comme le résultat d'une recherche commencée à Padoue et partiellement exposée dans des articles préparatoires (dont principalement Alcune note sulla percezione delirante paranoicale e schizofrenica). Les théories de Instinct de mort et connaissance critiquent fortement l'orthodoxie psychanalytique ; par conséquent, en 1974, Fagioli est radié de la Société psychanalytique italienne. Instinct de mort et connaissance est suivi par deux autres publications de nature théorique : La marionnette et le pantin (La marionetta e il burattino) en 1974 et l'année suivante, Théorie de la naissance et castration humaine (Teoria della nascita e castrazione umana). Ces trois œuvres rassemblent ce que Fagioli appellera théorie de la naissance.

### La naissance de l'Analyse collective
En 1975, Fagioli dirige ses confrères psychiatres à l’Institut de Psychiatrie de l’Université de Rome « La Sapienza ». Cependant, les séances de Fagioli sont suivies par un nombre croissant de personnes qui ne sont pas spécialistes. Ils proviennent du monde de la gauche extra-parlementaire, des milieux ouvriers et de la scène artistique.
Animant au départ un seul séminaire hebdomadaire, Fagioli organise bientôt quatre séminaires pendant la semaine. Lors des premières séances, Fagioli s’oppose aux théories de Sigmund Freud et développe sa critique en profondeur dans ses écrits, ce qui attire l’attention des médias sur cette Analyse collective. Elle se caractérise par un principe de gratuité et d’anonymat. Selon Fagioli, l'identité sociale du patient a bien moins d'importance que la dynamique humaine, universelle, qui peut se manifester lors des séances analytiques de groupe. En novembre 1980, le directeur de l'Institut de psychiatrie oblige toutefois à Fagioli à mettre fin à l'expérience. En réponse, Fagioli quitte l'Institut et continue son Analyse collective dans son cabinet privé, dans le quartier romain de Trastevere. Durant la même année le livre Enfant, femme et transformation de l'homme (Bambino, donna e trasformazione dell'uomo) reprend un de ses entretiens.

### Cinéma, architecture, sculpture et poésie
Dans les premières années de Analyse collective, Fagioli travaille aussi avec le réalisateur italien Marco Bellocchio à la réalisation des films Le Diable au corps (1986), Autour du désir (1991) et Le rêve du papillon (1994). Le Diable au corps, qui critique certains milieux de la gauche italienne, fait sensation. Le psychiatre est alors accusé d'avoir plagié le réalisateur, ce que ce dernier a toujours nié. En Italie, Autour du désir est aussi au centre de fortes polémiques et même condamné par les médias pour apologie du viol. Bellocchio et Fagioli prennent la défense du film. Entre temps, le film remporte l'Ours d'argent (Grand prix du jury) au Festival international du cinéma de Berlin en 1991. La participation de Bellochio à l'Analyse collective ne s'arrête pas après la réalisation de ces trois films, et continue sur une période bien plus longue qui correspond avec la réalisation de nombreux autres films. En ce qui concerne le cinéma, Fagioli ne se limite pas à sa collaboration avec Bellochio. Il réalise un long métrage, Le ciel de la lune (Il cielo della luna) en 1997 (avec des musiques de Fagioli et Enrico Pieranunzi), présenté au festival de Locarno et un documentaire, La psychiatrie existe-t-elle ? (La psichiatria esiste?) en 2002, présenté au cinema Farnese de Rome en 2003.
Fagioni s'exprime aussi dans la sculpture (telle que la Sculpture Bleue, exposée en 2005 à la faculté de langues orientales de l'Université "La Sapienza" de Rome), dans l'architecture (l'édifice résidentiel Palazzetto Bianco, réalisé en collaboration avec Paolo Rossi et Françoise Bliek et qui figure dans des livres d'œuvres choisies comme Le meraviglie di Roma dal Rinascimento ai giorni nostri par Vittorio Sgarbi), et dans la poésie avec le recueil Poesia, publié à titre posthume.

### Massimo Fagioli et la politique
Pendant des années, Fagioli s'est activement impliqué dans la scène politique en collaborant avec des partis et des journaux de gauche. Cette activité, principalement d'ordre intellectuel, visait à repenser la gauche en se fondant sur de nouvelles, et souvent hétérodoxes, bases théoriques ; ce qui lui a valu de nombreux conflits. En 1975, il donne des cours sur Le Capital de Karl Marx à l'Université de Sienne. Entre 1979 et 1981, il collabore avec le Parti communiste italien, ainsi qu'avec le quotidien Lotta Continua (à ne pas confondre avec la formation politique et révolutionnaire de même nom). En 1980, il fait deux interventions à la Festa Dell'Unità de Bologne. Tout ce que Fagioli écrit à ces occasions sera plus tard collecté dans la revue Il sogno della farfalla.
Entre la fin des années 1990 et la première décennie des années 2000, il échange des idées avec Fausto Bertinotti, à l'époque secrétaire du Parti de la refondation communiste, et avec les Radicaux italiens, dirigés par Marco Pannella et Emma Bonino.

### Université et activités éditoriales
Entre 2002 et 2012, il donne des cours de psychologie clinique à l'Université "Gabriele D'Annunzio" de Chieti-Pescara, qui seront ensuite publiés. À partir de 2006, il écrit pour le magazine Left ; sa rubrique intitulée « Transformation » ("Trasformazione") paraîtra sans interruption jusqu'à sa mort (les articles du 17 et 25 février 2017 sont posthumes).
Deux journées d'étude sont organisées dans l'amphithéâtre de l'Université de Rome « La Sapienza » entre le 30 octobre et le 6 novembre 2016 pour célébrer les quarante ans de Analyse collective. Les résultats du colloque seront publiés par les éditions L’Asino D'Oro.

## La théorie de la naissance

### Interaction lumière-rétine, pulsion d'annullement, fantaisie de disparition
Dans les grandes lignes, la théorie de la naissance de Fagioli se développe autour de certaines idées fondamentales. D'abord, elle fait une distinction nette entre la réalité du fœtus et celle du bébé : le passage de l'obscurité absolue intra-utérine à la lumière du monde extérieur conduirait, à travers la photo-stimulation de la rétine, au commencement du fonctionnement cérébral proprement dit. Des années après la première proposition de cette idée dans Instinct de mort et connaissance, des expériences en biologie, néonatologie et physiologie ont en effet confirmé que l'interaction entre la lumière et la rétine provoque une réaction chimique importante et spécifique sur le cerveau. À fortiori, ce phénomène se concrétise de manière significative dès les premières secondes après l'accouchement. Dans cette perspective, la théorie de la naissance impliquerait alors que le commencement de la vie humaine proprement dite prend son sein dans l'interaction lumière-rétine et non pas dans celle air-poumons, comme l'affirme la science médicale. À ce propos, il a été fondamental pour Fagioli d'observer que, immédiatement après sa naissance et pendant un délai dont la durée peut s'étendre jusqu'à vingt secondes, le bébé ne respire pas, demeure sans tonus musculaire et apparemment sans aucune réaction envers son environnement extérieur. La seule activité vitale possible doit donc être de nature mentale alors que l'une des questions principales que la théorie de la naissance vise à aborder et à résoudre est  « quelle est justement la nature de cette activité ? ».
Selon Fagioli, la photostimulation (stimulation par la lumière) s'accompagne de ce que l'on appelle une pulsion d'annullement (pulsione di annullamento) du monde non humain. Étant simultanés, ces deux phénomènes seraient donc également liés au commencement de la pensée. Le psychiatre observe que l’espèce  humaine naît sans aucune défense, alors que le milieu environnant lui serait mortel sans l'aide des autres humains. Le bébé réagit donc en faisant mentalement disparaître - en annulant justement - le monde inanimé qui est pour lui dangereux et agressif. En même temps, à la naissance, le bébé réalise la vitalité (vitalità). Ce terme, dont l'acception est très commune, est toutefois utilisé pour indiquer une spécificité humaine que Fagioli identifie et définit en définitive comme un trait dérivant de la sensibilité biologique développée par le fœtus, principalement pendant les dernières semaines de grossesse. Plus particulièrement, l'état d’homéostasie fœtale est enregistré par l'organisme biologique humain à travers la peau. Ce n'est qu'ensuite et grâce à la photo-stimulation, que cette sensation purement biologique peut se transformer en vitalité.
L’union entre pulsion d'annullement et vitalité crée ce que Fagioli appelle la capacité d'imaginer (capacità di immaginare), condition nécessaire à la apparition d'une première image mentale. Bien que vague et indéfinie, cette image se produirait donc comme transformation de la sensation du contact de la peau du fœtus avec le liquide amniotique - ce que Fagioli appelle souvent trace mnésique (traccia mnesica) dans Instinct de mort et connaissance - et pousserait le bébé à une recherche spontanée du rapport inter-humain. Dans Instinct de mort et connaissance, la dynamique complexe que l'on vient d'exposer est appelée fantaisie de disparition (fantasia di sparizione). Ce syntagme, comme Fagioli l'écrit dans l'article de Left Vent'uno parole che prima non esistevano résume aussi la recherche qu'il a ensuite approfondie et précisée sur la naissance humaine. Dans ce même article, le psychiatre suggère et développe un nouvel axe de recherche ; il propose en effet une « formule » qui peut décrire de manière cohérente la dynamique de la naissance. Cette « formule » se compose des mots suivants : réaction, pulsion, vitalité, création, existence, temps, capacité d'imaginer, force, mouvement, son, mémoire, certitude de l'existence d'un sein, perception consciente, fantasme, ligne, sens et visage. Même avec certaines différences, l'articulation théorique que Fagioli lie à ces 21 mots ne contredit pas la théorisation initiale ; il a été par exemple suggéré que la théorie de la naissance développée dans Instinct de mort et connaissance vise à répondre à la question « quand commence la pensée humaine ? », tandis qu'avec les 21 mots, Fagioli s'interroge plutôt sur la façon dont ce commencement a lieu et sur la manière dont il se développe pendant la première année de vie.

### Négation, pathologies mentales, interprétation des rêves
Selon Fagioli, la pulsion d'annullement est fondamentale pour expliquer l’apparition de la maladie mentale. Il affirme qu'un manque affectif dans la relation entre la mère et le nouveau-né durant la période de l'allaitement au sevrage peut conduire l'individu à déplacer la pulsion d'annullement, non plus vers le monde extérieur, mais vers les êtres humains, donnant lieu à ce que Fagioli appelle insensibilité affective (anaffettivita).
Pour Fagioli, les toutes premières années de vie, où il n'y a pas encore de conscience ou de pensée verbale, représentent ce que l'on appelle la période de la non-conscience. Pendant toute sa vie, Fagioli a lutté contre l'idée que l'inconscient était impossible à connaître (inconoscibile). La fin de cette phase de la vie où le rapport avec la mère est absolu, amène à une deuxième étape de vie fondamentale, qui est celle de la première véritable autonomie ou au contraire des prémices de l'apparition d'une future pathologie.
Pouvoir soigner les pathologies mentales impliqueraient alors de maîtriser ce qui permet d'interpréter et de dépasser les dynamiques inconscientes, impliquées dans ou produites par des rapports humains « pathogènes », cela à travers une recréation de la fantaisie de disparition physiologique et ainsi, de la naissance elle-même. La physiologie de l'esprit conscient consiste dans la capacité de capturer sa dimension intérieure des rapports humains sans exercer la pulsion d'annullement sur cette dernière ni sur la mémoire qu'on en a.
Point cardinal de la praxis thérapeutique de Fagioli, l'interprétation des rêves est une conséquence directe de la théorie de la naissance où les rêves sont considérés comme un langage non conscient, surtout des premiers mois et années de vie, ou, autrement dit, une pensée qui s'exprime à travers les images (tandis que pour Freud, le rêve est une sorte de résidu diurne, un « accomplissement hallucinatoire du désir »,. Fagioli refuse l'idée d'un inconscient qui serait par définition malade ou même animal. Ce concept est identifié dans la formule freudienne du Ça comme héritage phylogénétique, et que Fagioli considère comme reprise pseudo-scientifique du péché originel codifiée par la tradition judéo-chrétienne.
Finalement, la découverte d'une dynamique inconsciente de négation, qui engendre une altération du lien avec la réalité, est fondamentale pour pouvoir soigner les pathologies mentales. L'identification de la négation au niveau de l'image onirique ainsi que son interprétation par le psychothérapeute peuvent, selon Fagioli, empêcher que l'altération du lien avec la réalité entraîne une désorganisation de la pensée consciente et donc une pathologie mentale flagrante. Si l'altération est déjà arrivée au niveau de la pensée consciente, elle est curable en recourant, outre les moyens que la médecine contemporaine met à disposition, à une psychothérapie basée sur les trois piliers : le scénario des séances, le transfert et, justement, l'interprétation.
Il est clair que la théorisation de Fagioli concernant la négation est radicalement différente encore une fois de celle de Freud, pour qui la négation agit à un niveau exclusivement conscient. Elle est aussi contraire au concept freudien du refoulement, qui fait que l'interprétation des rêves consiste à ramener au conscient ce qui avait été « déplacé" dans une autre région de l'esprit. Par conséquent, l'interprétation des rêves que Fagioli lie à sa théorie de la naissance n'a rien à voir avec la proposition psychanalytique.

## Œuvres

### Œvres théoriques
- Istinto di morte e conoscenza: pensieri di psicoanalisi, Roma, A. Armando, 1972; Istinto di morte e conoscenza, L'Asino d'oro edizioni, Roma 2010, 2017.  (ISBN 978-88-6443-015-7) (ed. allemande, Todestrieb und Erkenntnis, Frankfurt, Stroemfeld, 2011.  (ISBN 978-38-6600-076-6), ed. anglaise Death instinct and knowledge, L’Asino d’oro edizioni, Roma, 2019,  (ISBN 978-88-6443-018-8), ed. française Instinct de mort et connaissance, L'Asino d'oro edizioni, Roma, 2022,  (ISBN 978-88-6443-019-5))
- La marionetta e il burattino, Roma, A.Armando, 1974; L'Asino d'oro edizioni, Roma 2011.  (ISBN 978-88-6443-002-7)
- Psicoanalisi della nascita e castrazione umana, Roma, A. Armando, 1975; Teoria della nascita e castrazione umana, L'Asino d'oro edizioni, Roma 2012.  (ISBN 978-88-6443-003-4)
- Bambino, donna e trasformazione dell'uomo, Roma, Nuove Edizioni Romane, 1980; L'Asino d'oro edizioni, Roma 2013.  (ISBN 978-88-6443-004-1)

### Cours
- Storia di una ricerca. Lezioni 2002, L'Asino d'oro edizioni, Roma 2018.  (ISBN 978-88-6443-005-8)
- Das Unbewusste. Lezioni 2003, L’Asino d’oro edizioni, Roma, 2019,  (ISBN 978-88-6443-007-2)
- Una vita irrazionale. Lezioni 2006, L’Asino d’oro edizioni, Roma, 2021,  (ISBN 978-88-6443-006-5)
- Fantasia di sparizione. Lezioni 2007, L'Asino d'oro edizioni, Roma 2009.  (ISBN 978-88-6443-008-9)
- Il pensiero nuovo. Lezioni 2004, L'Asino d'oro edizioni, Roma, 2011.  (ISBN 978-88-6443-009-6)
- L'uomo nel cortile. Lezioni 2005, L'Asino d'oro edizioni, Roma 2012.  (ISBN 978-88-6443-010-2)
- Settimo anno. Lezioni 2008, L'Asino d'oro edizioni, Roma 2013.  (ISBN 978-88-6443-011-9)
- Religione, Ragione e Libertà. Lezioni 2009, L'Asino d'oro edizioni, Roma 2014.  (ISBN 978-88-6443-012-6)
- L'idea della nascita umana. Lezioni 2010, L'Asino d'oro edizioni, Roma 2015.  (ISBN 978-88-6443-013-3)
- Materia energia pensiero. Lezioni 2011, L'Asino d'oro edizioni, Roma 2016.  (ISBN 978-88-6443-014-0)
- Conoscenza dell’istinto di morte. Lezioni 2012, L'Asino d'oro edizioni, Roma 2018.  (ISBN 978-88-6443-016-4)

### Articles sur Left
- Left 2006, L'Asino d'oro edizioni, Roma 2009.  (ISBN 978-88-6443-025-6)
- Left 2007, L'Asino d'oro edizioni, Roma 2010.  (ISBN 978-88-6443-026-3)
- Left 2008, L'Asino d'oro edizioni, Roma 2011.  (ISBN 978-88-6443-027-0)
- Left 2009, L'Asino d'oro edizioni, Roma 2012.  (ISBN 978-88-6443-028-7)
- Left 2010, L'Asino d'oro edizioni, Roma 2013.  (ISBN 978-88-6443-029-4)
- Left 2011, L'Asino d'oro edizioni, Roma 2014.  (ISBN 978-88-6443-030-0)
- Left 2012, L'Asino d'oro edizioni, Roma 2015.  (ISBN 978-88-6443-031-7)
- Left 2013, L'Asino d'oro edizioni, Roma 2016.  (ISBN 978-88-6443-032-4)
- Left 2014, L'Asino d'oro edizioni, Roma 2017.  (ISBN 978-88-6443-033-1)
- Left 2015, L'Asino d'oro edizioni, Roma 2018.  (ISBN 978-88-6443-034-8)
- Left 2016/2017, L’Asino d’oro edizioni, Roma,  (ISBN 978-88-6443-521-3)

### Articles scientifiques et autres écrits
- Alcune note sulla percezione delirante, paranoicale e schizofrenica, “Archivio di psicologia, neurologia e psichiatria”, anno XXIII, 1962, “Il sogno della farfalla”, n.3, 2009.
- Psicosi epilettiche croniche e sindromi pseudoschizofreniche, “Annali di freniatria e scienze affini”, 1962.
- L’integrazione collettiva del lavoro psicoterapeutico dei medici in ospedale psichiatrico. Insulinoterapia e psicoterapia di gruppo, avec Novello E., in “Minerva Medico-Psicologica”, vol. 3, n.4, 1963.
- Insulinoterapia e psicoterapia di gruppo. Valore psicoterapeutico del “senso della schizofrenicità, in “Archivio di psicologia, neurologia e psichiatria”, anno XXIV, 1963, “Il sogno della farfalla”, n.1, 2010, L'Asino d'oro edizioni, Roma.
- Due saggi di psicologia dinamica, Roma, Romagrafik, 1974.
- Introduzione à René Arpad Spitz, Il no e il sì: saggio sulla genesi della comunicazione umana, Roma, A.Armando, 1975.
- Biancaneve e i sette anni, “Psicoterapia e scienze umane”, 1979.
- Realtà umana dell’artista e opera d’arte, “Il sogno della farfalla”, n.4, 2001.
- Intervista a Radio Città, “Il sogno della farfalla”, n.4, 2001.
- Possibilità e realtà di un lavoro psichico di realizzazione, trasformazione e sviluppo, “Il sogno della farfalla”, n.4, 2001.
- Una depressione, "Il sogno della farfalla", n.2, 2002, L'Asino d'oro edizioni, Roma.
- Functional maturation of neocortex: a base of viability, avec Maria Gabriella Gatti et autres, “The journal of maternal-fetal & neonatal medicine: the official journal of the European Association of Perinatal Medicine, the Federation of Asia and Oceania Perinatal Societies, the International Society of Perinatal Obstetricians”, Suppl 1:101-3, 2012.
- Maturazione funzionale della neocorteccia, avec Maria Gabriella Gatti, “Il sogno della farfalla”, n.1, 2013, L'Asino d'oro edizioni, Roma.
- La psichiatria come psicoterapia, "Il sogno della farfalla", n.4, 2013, L'Asino d'oro edizioni, Roma.
- Poesia, L'Asino d'oro edizioni, Roma 2018.
- Una depressione, L’Asino d’oro edizioni, Roma 2020.
- Il cielo della luna. Un film di Massimo Fagioli, L’Asino d’oro edizioni, Roma 2021.
- La psichiatria come psicoterapia, L’Asino d’oro edizioni, Roma 2021.